# Leptocera australica
Leptocera australica är en tvåvingeart som beskrevs av Oswald Duda 1925. Leptocera australica ingår i släktet Leptocera och familjen hoppflugor. Inga underarter finns listade i Catalogue of Life.